# Carcedo de Burgos
Carcedo de Burgos è un comune spagnolo di 416 abitanti situato nella comunità autonoma di Castiglia e León.
Il comune comprende la località di Modúbar de la Cuesta.